# Ритсма, Ринтье
Роберт Ринтье Ритсма (нидерл. Robert Rintje Ritsma, род. 13 апреля 1970, Леммер, Нидерланды) — нидерландский конькобежец, 6-кратный призёр Олимпийских игр, 4-кратный абсолютный чемпион мира, единственный 6-кратный абсолютный чемпион Европы. Экс-рекордсмен мира на дистанции 1500 м и в классическом многоборье.
Один из самых выдающихся конькобежцев в истории, которые никогда не становились олимпийскими чемпионами. В 1994 году в Лиллехаммере на дистанции 1500 метров результат Ринтье был лучшим перед последним кругом, но норвежец Юхан Улаф Косс сумел выиграть на финише у ставшего вторым Ритсмы 0,7 сек. В 1998 году в Нагано на дистанции 5000 метров Ритсма побил мировой рекорд, но Джанни Ромме пробежал ещё быстрее с новым мировым рекордом, оставив Ринтье с серебром.
Спортивное прозвище — «Медведь из Леммера» (нидерл. De Beer van Lemmer).
Завершил карьеру в 2008 году.